# LSS-Theorie
Die LSS-Theorie (auch Lindhard-Scharff-Schiøtt-Theorie) ist eine Beschreibung der Wechselwirkung von energetischen Ionen mit (amorphen) Festkörpern von Jens Lindhard, Morten Scharff und Hans E. Schiøtt. Sie wird als Verbesserung der Bethe-Bloch-Formel für Ionen mit Energien im Kiloelektroenenvolt-Bereich angesehen und findet unter anderem Anwendung bei der Berechnung der projizierten Tiefe und anderer Merkmale der Ionenimplantation. Für höhere Energien und komplexe Schichtsysteme sollte die von James F. Ziegler, Jochen P. Biersack und Uffe Littmark entwickelte Theorie (ZBL-Theorie) verwendet werden.

## Hintergrund
Die Anfänge der Ionenimplantation zur Materialuntersuchung und Materialmodifizierung reichen etwa bis ins Jahr 1955 zurück. Nach ersten Theorien zur Reichweite der eindringenden Teilchen und auch zur Strahlenschädigung von Festkörpern und sogar von Halbleitern wurden 1963 die theoretischen Grundlagen zur Reichweitenverteilung niederenergetischer Ionen in Festkörpern durch Lindhard, Scharf und Schiøtt (LSS-Theorie), aufbauend auf den Arbeiten von Bohr gelegt.

## Beschreibung

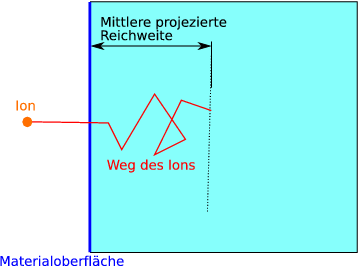
Reichweite und projizierte Reichweite eines Ions im Festkörper

Diese Theorie beschreibt aber nur die Wechselwirkung der Ionen mit amorphen Festkörpern, d. h., die Gitterstruktur eines Halbleiterkristalls wird nicht berücksichtigt. Die LSS-Theorie kann auch sekundäre Effekte wie die Diffusion der implantierten Ionen und erzeugten Defekten nicht beschreiben. Die Aussagen der LSS-Theorie sind deshalb nur in erster Näherung richtig.
Bei der Ionenimplantation spielt die Reichweite der Ionen eine entscheidende Rolle.
Prinzipiell sind fünf verschiedene Abbremsmechanismen für Ionen denkbar:
- unelastische Stöße mit gebundenen Elektronen,
- unelastische Stöße mit Atomkernen,
- elastische Stöße mit gebundenen Elektronen,
- elastische Stöße mit Atomkernen,
- Tscherenkow-Strahlung.

Praktisch sind jedoch nur die elastischen Stöße mit Atomkernen sowie die unelastischen Stöße mit Elektronen relevant.
Wichtige Kenngrößen zur Beschreibung der Reichweite von Ionen im Festkörper sind die mittlere projizierte Reichweite, die Reichweitestreuung, die Schiefe und die Kurtosis (in der Statistik allgemeiner bekannt als erstes bis viertes statistisches Moment der Wahrscheinlichkeitsdichtefunktion):
Ausgangspunkt für die HerleitungAusgangspunkt für die Herleitung der Reichweiteschreibung ist die Wahrscheinlichkeitsdichtefunktion:
{\displaystyle \int _{-\infty }^{\infty }f(x)\mathrm {d} x=1} und {\displaystyle f(x)\geq 0}
sowie die allgemeine Reichweiteverteilung:
{\displaystyle C(x)=Nf(x)}
N … implantierte Dosis
Mittlere projizierte ReichweiteDie projizierte Reichweite eines Ions, beschreibt den Abstand des Ions zur Oberfläche, nachdem es zum Liegen gekommen ist. Betrachtet man alle implantierten Ionen und bildet den Mittelwert der projizierten Reichweiten, so erhält man die mittlere projizierte Reichweite {\displaystyle R_{\mathrm {p} }}. Diese stimmt in der Regel nicht unbedingt mit dem Ort der maximalen Konzentration der implantierten Ionen überein. Mathematisch lässt sich die mittlere projizierte Reichweite wie folgt darstellen:
{\displaystyle R_{p}=\int _{-\infty }^{\infty }xf(x)\mathrm {d} x}
ReichweitestreuungDie Reichweitestreuung {\displaystyle \Delta R_{\mathrm {p} }} beschreibt die „Breite der Verteilung“ um die mittlere projizierte Reichweite. Sie lässt sich mathematisch wie folgt beschreiben:
{\displaystyle \Delta R_{\mathrm {p} }={\sqrt {\int _{-\infty }^{\infty }(x-R_{\mathrm {p} })^{2}f(x)\mathrm {d} x}}}
SchiefeDie mittlere projizierte Reichweite und die Reichweitestreuung sind geeignet um symmetrische Profile zu beschreiben. Da Implantationsprofile in der Regel jedoch nicht symmetrisch sind, müssen zwei weitere Größen definiert werden. Die eine ist die Schiefe, die die Asymmetrie zwischen den beiden Bereichen „links und rechts“ von der mittleren projizierten Reichweite angibt. Sie lässt sich mathematisch wie folgt angeben:
{\displaystyle \gamma ={\frac {\int _{-\infty }^{\infty }(x-R_{\mathrm {p} })^{3}f(x)\mathrm {d} x}{{\Delta \mathrm {R_{p}} }^{3}}}}
KurtosisDie zweite Größe ist die Kurtosis, die die Flachheit des Maximums der Verteilung angibt:
{\displaystyle \beta ={\frac {\int _{-\infty }^{\infty }(x-R_{\mathrm {p} })^{4}f(x)\mathrm {d} x}{{\Delta R_{\mathrm {p} }}^{4}}}}